# The Four Feathers (2002)
The Four Feathers é um filme britano-estadunidense de 2002, dos gêneros drama, guerra e aventura, dirigido por Shekhar Kapur.

## Sinopse
No ano de 1898, no Sudão, Harry Faversham decide sair de seu posto no exército britânico momentos antes de uma importante batalha. Devido a sua decisão, sua noiva e seus melhores amigos entregam a Harry uma pena branca, símbolo da covardia. Porém, Harry deixa o exército, não por covardia, mas sim para participar de uma missão secreta, através da qual espera reconquistar a confiança dos amigos e da noiva.

## Elenco
- Heath Ledger .... Harry Faversham
- Kate Hudson .... Ethne
- Djimon Hounsou .... Abou Fatma
- Michael Sheen .... William Trench
- Daniel Caltagirone .... Gustave
- James Cosmo .... coronel Sutch
- Rupert Penry-Jones .... Willoughby
- Tim Pigott-Smith .... general Feversham

## Recepção da crítica
The Four Feathers tem recepção mista por parte da crítica especializada. Com o tomatometer de 41% em base de 150 críticas, o Rotten Tomatoes publicou um consenso: "Embora bonito para olhar, The Four Feathers falta emoção épica e sofre de um ponto de vista ambivalente". Por parte da audiência do site tem 66% de aprovação.